# Perideridia kelloggii
Perideridia kelloggii là một loài thực vật có hoa trong họ Hoa tán. Loài này được (A. Gray) Mathias mô tả khoa học đầu tiên năm 1936.